# Taharana acuminata
Taharana acuminata är en insektsart som beskrevs av Zhang 1994. Taharana acuminata ingår i släktet Taharana och familjen dvärgstritar. Inga underarter finns listade i Catalogue of Life.